# Taiyuna isantus
Taiyuna isantus är en mångfotingart som först beskrevs av Chamberlin 1909.  Taiyuna isantus ingår i släktet Taiyuna och familjen storjordkrypare. Inga underarter finns listade i Catalogue of Life.